# 紀元前56年
紀元前56年（きげんぜん56ねん）は、ローマ暦の年である。

## 他の紀年法
- 干支 : 乙丑
- 日本
  - 崇神天皇42年
  - 皇紀605年
- 中国
  - 前漢 : 五鳳2年
- 朝鮮
  - 新羅 : 赫居世2年
  - 檀紀2278年
- 仏滅紀元 : 488年
- ユダヤ暦 : 3705年 - 3706年

## できごと

### ブリトン
- Imanuentiusと呼ばれていたとされるトリノヴァンテス族の王が、ライバルのカッシウェラウヌスに殺された。息子のマンドゥブラキウスはガリアに逃げ、ガイウス・ユリウス・カエサルに助けを求めた。

### ローマ
- 執政官 - グナエウス・コルネリウス・レントゥルス・マルケッリヌスとルキウス・マルキウス・ピリップス
- クロディアが、かつての恋人マルクス・カエリウス・ルフスを、彼女に毒を盛ろうとしていたとして告訴したが、マルクス・トゥッリウス・キケロによる弁護のおかげで無罪となった。
- ガリア戦争
  - ユリウス・カエサルはブルターニュ半島のウェネティ族を破った。

## 死去
- ルキウス・リキニウス・ルクッルス：執政官（紀元前118年生）
- ティグラネス2世：アルメニア王（紀元前140年生）